# Герб Скадовска
Герб Скадовска (укр. Герб Скадовська) — официальный символ города Скадовск Херсонской области Украины. Утверждён 30 марта 1994 к столетию со дня основания города решением Скадовского городского совета.

## Описание герба
Щит герба четверочастный. На фоне четырёх частей — белое кольцо диаметром 90% от ширины щита как знак солнца. Части снаружи кольца (по часовой стрелке): золото, лазурь, золото, лазурь. Внутри кольца части окрашены в противоположную комбинацию: лазурь, золото, лазурь, золото.
В первой части круга изображён якорь как символ городского порта, во второй изображён колос как символ сельского хозяйства. В третьей части дано стилизованное изображение оросительного канала, в четвёртой части — полоса пляжа, морской волны и навес как знак города-курорта.
Под кольцом изображены цифры «1894» — дата основания города. Дата, фигуры и края щита — синего цвета. Автор герба — главный городской архитектор П.И.Кравченко.